# Хроника Дона Афонсу Энрикеша
Хро́ника До́на Афо́нсу Энри́кеша (порт. Crónica de D. Afonso Henriques); полное название Хро́ника короля́ До́на Афо́нсу Энри́кеша, пе́рвого короля́ э́тих владе́ний Португа́лии, напи́санная Дуа́рте Галва́ном, фида́лгу до́ма короля́ и его́ сове́та (порт. Cronica del Rey Dom Affomsso Hamrriques, primeiro rey destes regnos de Portuguall por Duarte Galluam fidallgo da casa delRey e do seu Conselho) — редкий экземпляр иллюминированной рукописи около 1520 года, содержащий историческую хронику на старо-португальском языке Дуарте Галвана. Наиболее ранние сохранившиеся списки иных редакций датируются 1501 годом. Сочинение представляет мифологизированную компиляцию легенд о первом короле Португалии Бургундской династии Афонсу I Великом. Описываемый кодекс 1520 года также содержит хроники Руя де Пины и хранится в Музее графов Каштру Гимарайнш (Museu-Biblioteca Condes de Castro Guimarães). Предполагаемым автором миниатюры считается Антониу де Оланда (António de Holanda). Компиляция расценивается важным историографическим источником Пиренейского полуострова и памятником португальской литературы. Более ранние и поздние рукописные редакции хранятся в других библиотеках Португалии. Полное название одной из них Хро́ника вели́чественнейшего и светле́йшего при́нца До́на Афо́нсу Энри́кеша, пе́рвого короля́ Португа́лии (порт. Chronica do Muito Alto e Muito Esclarecido Príncipe D. Afonso Henriques, Primeiro Rey de Portugal). Хроника на русский язык не переведена.

## Описание
Манускрипт выполнен готическим письмом в 2 колонки по 32 строки (33 сторки f. XXXVII v.). Названия глав выписаны красными чернилами, как и номера листов, указанные над правой колонкой римскими литерами/цифрами (1= j, i; v, x. Capitullo .tf.ij. = Глава 42). Основному тексту предшествует оглавление на первых 6 не пронумерованных листах. В оглавлении наблюдается обычная для средневековых книг путаница с номерами глав. Далее, на первом листе, размещена единственная в кодексе миниатюра с текстом пролога. Рукопись украшена орнаментами из цветов, птиц и насекомых. Хроника Дуарте Галвана содержит 60 глав и занимает первые 58 (LVIII) листов кодекса. Предположительно манускрипт датируется 1520 годом. Ранее хроника принадлежала принцу, будущему королю Португалии Жуану III. Кодекс содержит хроники Руя де Пины о португальских королях Саншу I, Афонсу II, Саншу II,  Афонсу III, Динише I и Афонсу IV.
В 1726 году Святая инквизиция не допустила в первом печатном издании 4 главы с эпизодом о Чёрном епископе (Bispo Negro), и вместо 60 вышло 56 глав. Содержащиеся в кодексе 1520 года главы впервые вышли в печатном издании 1918 года (XXI, XXII, XXIII. XXIV).

## История создания
Значение первого короля Афонсу Энрикеша не имеет равных в истории Португалии и продолжает очаровывать новые поколения. Камоэнс обессмертил короля в 46 строфах (почти столько же лет продолжалось его правление) в Третьей песне «Лузиад», «себастьянист-рационалист» (sebastianista-racionalista) Пессоа отвёл ему «Пятый замок» (Quinto Castelo) в своём «Послании»; зрелый Гаррет посвятил ему незавершённую эпическую поэму «Афонсеида или Основание Лузитанской империи» (Afonseida ou Fundação do Império Lusitano, 1815—1816). Образ героя Реконкисты, постоянно сражавшегося как с маврами, так и с христианами про поддержке могучих и верных воинов, как Эгаш Мониш (Egas Moniz), складывался со временем. Этот образ не возник из ниоткуда (лат. ex nihilo) и не всегда был гомогенным. Наше знакомство с мифом получено из основывающейся на текстах традиции, возникшей в длительном процессе обработки легенд и постоянного диалога между различными текстами. 
Поскольку на Пиренейском полуострове с XI века получила развитие практика записей анналов, учёные предполагают весьма вероятным существование легенды об Афонсу Энрикеше с конца XII века. Л. Ф. Линдлей Синтра, один из ведущих специалистов по данному вопросу, отметил, что два эпизода легенды, «Чёрный епископ» (Bispo Negro) и «Поражение и пленение при Бадахосе» (Desastre de Badajoz), передавались устно с XII века. Отталкиваясь от того, что устные пересказы были записаны в начале XIV века, как Линдлей Синтра, так и проводивший исследования данного вопроса А. Ж. Сарайва предложили гипотезу о существовании эпической песни (cantar épico) на основе данных легенд. Сарайва попытался реконструировать эту песнь, отталкиваясь от двух хроник XIV века. Одна из них кастильского происхождения — «Хроника двадцати королей» (Crónica dos Vinte Reis), вторая — «Четвёртая краткая хроника» (IV Crónica Breve) из 
скриптория монастыря Креста Господня в Коимбре, где был погребён первый король. Следующим шагом стало новаторское обновление легенд в «Книге родословных графа дона Педру» и «Общей хронике Испании 1344 года» Педру Афонсу Португальского. Связанные с Афонсу Энрикешем события описываются в 10 из 857 глав «Общей хроники Испании 1344 года». Очередной шаг — добавление чуда благословения Иисуса Христа, явившегося на поле битвы при Оурике, был предпринят в анонимной, но приписываемой Фернану Лопешу «Хронике Португалии 1419 года» времён основателя Ависской династии Жуана I, автором которой Синтра считал Фернана Лопеша. Позднее добавилась трагедия при Бадахосе.
О. А. Овчаренко упомянула об имеющихся свидетельствах о том, что «Ф. Лопеш по поручению короля дона Дуарте писал историю Португалии со времён графа Генриха Бургундского». Далее литературовед писала, что в основу «Хроники дона Афонсу Энрикеша» легли труды Фернана Лопеша, которые король Дон Мануэл велел отредактировать Дуарте Галвану. В таком виде хроника стала источником фактического материала для октав 30—84 Песни III «Лузиад» Луиша де Камоэнса.

## Вопрос авторства
Долгое время бытовало мнение о плагиате Дуарте Галвана.
Дамиан де Гойш сообщал, что в 1460 году дон Жуан Галван, старший брат дипломата и главный приор монастыря Креста Господня в Коимбре, назначил Дуарте Галвана хронистом королевства (Chronista do Reino), который по повелению Дона Мануэла Счастливого начал, но не продолжил «Хроники королей» своих предшественников.
Дуарте Галван писал в прологе к своей хронике: «<…> мне стоило большого труда и усилий как объединить и дополнить разрозненные и заброшенные материалы давних времён, так и исправить ошибки чужих записей <…>». Дамиан де Гойш повторил эти слова Дуарте Галвана, чем ввёл себя в заблуждение по поводу авторства. По мнению Жуана де Барруша, Дуарте Галван только «очистил устаревший язык, которым она [созданная до него хроника] была написана». «Но кем бы ни был её составитель, — продолжил Барруш, — он увековечил великую славу королевы Доны Терезы и короля Дона Афонсу Энрикеша, её сына». Андре де Резенде только свидетельствовал, что Дуарте Галван написал хронику, но Педру де Мариш (Pedro de Mariz) был убеждён, что она была копией, снятой с другой более древней рукописи по указанию Дона Мануэла. Заблуждение Даминана де Гойша позднее разделил Гашпар Эштасу (Gaspar Estaço): «Как пишет Дуарте Галван в «Хронике короля Афонсу Энрикеша», которую он составил по повелению Дона Мануэла, и которую ему посвятил, он был не её автором, но только редактором устаревшего языка, что указал Жуан де Барруш. Меня изумляют слова Дуарте Галвана о том, что он первым написал её, потому что до того все хроники королей своего времени вышли из под пера Фернана Лопеша, что подтверждают Дамиан де Гойш, Руй де Пина, Андре де Резенде, Дуарте Нунеш де Леан. Многие другие авторитетные писатели также считают Фернана Лопеша автором вышеупомянутой хроники». Несмотря на эти цитаты, автором рукописных и печатных изданий указывался Дуарте Галван, но не Фернан Лопеш. В настоящее время авторство содержащихся в кодексе хроник не вызывает сомнений.

## Другие рукописи
До наших дней дошли многочисленные списки хроники Дуарте Галвана. В Национальном архиве (Торре ду Томбу) хранится кодекс № 345. Эта копия была создана в 1525 году. Текст написан на пергаменте готическим письмом в 2 колонки по 28 строк. Рукопись содержит 84 листа, 8 листов занято оглавлением, за которым следует 73 листа текста. Там же находятся рукописи XVIII века Ms. 984 и Ms. I.197.
В Национальной библиотеке Португалии хранятся бумажные манускрипты Ms. 376 и Ms. 378 (XVI век), Ms. 795 (1568), а также рукописи XVII и XVIII веков Ms. 375, 837, 841, 850 и 246. В библиотеке дворца Ажуда находится рукопись 1537 года, а в библиотеке Коимбрского университета хранится иллюминированный пергаментный кодекс. В публичной библиотеке Порту имеется пергаментный кодекс, созданный в монастыре Креста Господня в Коимбре.

## Издания
Печатное издание рукописи 1520 года
- Galvaõ D. Cronica del Rey Dom Affomsso Hamrriques, primeiro rey destes regnos de Portuguall :  [порт.] / Duarte Galluam; Advertencia de Manuel de Castro Guimarães. — Lisboa : Conde de Castro Guimarães, 1918. — XLI+216 p. — 200 экз.

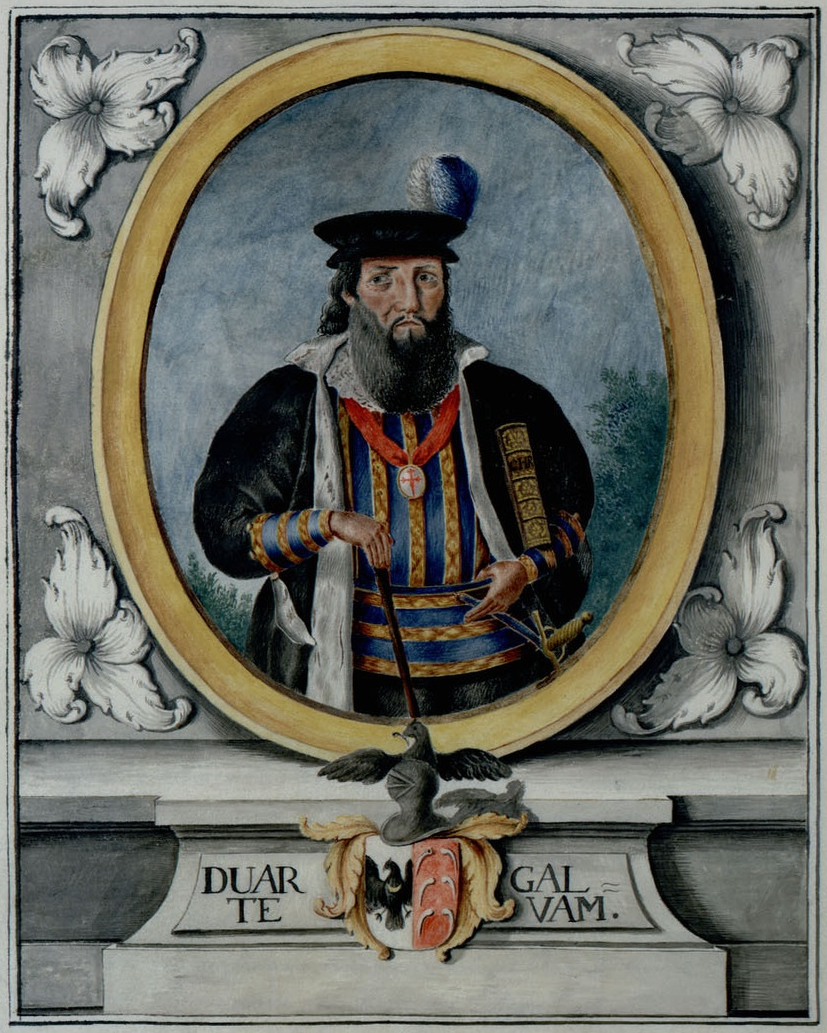
Неизвестный автор. Портрет Дуарте Галвана из манускрипта библиотеки Коимбрского университета, XVI век

Факсимильное издание рукописи 1520 года
- Galvão D., Pina R. de. Crónica de el-Rei D. Afonso Henriques por Duarte Galvão. Crónicas de D. Sancho I a D. Afonso IV por Rui de Pina :  [порт.] / Duarte Galvão, Rui de Pina / Leonor Calvão Borges, José Manuel Garcia. — Cascais : Museu Condes de Castro Guimarães, 2019. — 530 p. — ISBN 978-972-637-297-4.

Рукопись 1520 года не является самым ранним манускриптом «Хроники Афонсу Энрикеша». В различных библиотеках Португалии находятся рукописные источники как с более ранней (1501), так и более поздними (1525, 1601) датировками. Первое печатное издание вышло в 1726 году и было повторно воспроизведено в следующем 1727 году.
Печатные издания других рукописей
- Galvaõ D. Chronica do muito alto, e muito esclarecido principe D. Affonso Henriques primeiro Rey de Portugal : composta por Duarte Galvaõ... ; fielmente copiada do seu original, que se conserva no Archivo Real da Torre do Tombo...por Miguel Lopes Ferreyra :  [порт.]. — 1.ª edição. — Lisboa Occidental : na Officina Ferreyriana, 1726. — 23+95+1 p.

Повторение издания 1726 года
- Galvaõ D. Chronica de El-Rei D. Affonso Henriques :  [порт.] / Duarte Galvaõ; Prologo de G. Pereira. — Lisboa, 1906. — 190+VIII p. — (Bibliotheca de classicos portuguezes ; т. LI).

Критическое издание
- Galvaõ D. Chronica de El-Rei D. Affonso Henriques :  [порт.] / Duarte Galvaõ; ed. crítica de José Mattoso. — Coimbra : Imprensa Nacional – Casa da Moeda, 1995.